# دولت‌قلعه
دولت‌قلعه(به کردی: دەورەقەڵا، Dewreqella) روستایی از توابع بخش زیویه در شهرستان سقز است که در استان کردستان ایران قرار دارد.

## جمعیت
این روستا در دهستان خورخوره واقع شده و براساس سرشماری سال ۱۳۸۵، جمعیت آن ۵۵۷ نفر (۱۰۹ خانوار) بوده‌است.